# Черники (Юзуфовский сельсовет)
Черники (бел. Чэ́рнікі) — деревня в Минском районе Минской области Беларуси. В составе Юзуфовского сельсовета.

## География
Расположена на дороге Н8970.
Ближайшие населённые пункты Волковщина, Камки, Сады и др.

### Гидрография
Рядом протекает река Латыговка.

## История
В 1908 году в Белоручской волости Минской уезда Минской губернии.
До 20 января 1960 года деревня входила в состав Роговского сельсовета.

## Население

### Численность
- 1999 год — 3 человек

### Динамика
- 1908 год — 4 двора, 24 жителей[2]
- 1999 год — 3 человек (перепись населения)